# 一乃あおい
一乃 あおい（いちの あおい、1989年9月16日 - ）は、日本のAV女優。LINX所属。

## 略歴
2022年3月に、AVメーカー「マドンナ」専属女優としてAVデビュー。
2023年7月21日に竹書房より写真集『蒼い軌跡』を発売（撮影は富田恭透）。

## 人物
京都府出身。
趣味・特技はドライブ、読書、映画鑑賞、カフェ。
小学6年の頃に海外映画の男性が抱き合ってキスするシーンを見てドキッとしたのが性への目覚となり、そのシーンの後がどうなるのかに興味がわいて親のパソコンで検索するうちにAVに辿りつき、動画を見ながら自然と股間を触り気持ちいい箇所を見つけ、それからオナニーをするようになった。
初体験は中学の時で、相手は野球部の同級生で初めての彼氏。
学生の頃からAVに興味があり、なかでも三上悠亜が好きでイベントに会いに行ったこともある。
三上が出演を重ねて綺麗になってゆくのを見て、自分がデビューしても同じように綺麗で輝ける存在になれるのではと思うようになり、いつかAVに出てみたいと考えていた。ただ、現実には出演への決断ができないでいたが、結婚6年目で夫の浮気が発覚。夫が外で楽しんでいるなら私も楽しませてもらおうとAV出演を決意した。

## 作品
◎はBD版発売作品。

### アダルトDVD / BD
- 次世代ダイヤモンド誕生 100カラットよりも光り輝く人妻 一乃あおい 32歳 AV DEBUT（3月23日、マドンナ）◎
- 次世代ダイヤモンド人妻、超覚醒―。 甘く長い口づけに溺れる濃密な接吻と性交（4月26日、マドンナ）◎
- 次世代ダイヤモンド人妻 × 本格『凌辱』寝取られシリーズ!! 夫の上司に犯され続けて7日目、私は理性を失った…。（5月24日、マドンナ）◎
- 次世代ダイヤモンド人妻第4章- 凌辱×絶頂シリーズに登場―。 抱かれたくない男に死にたくなるほどイカされて…（6月28日、マドンナ）
- 人妻秘書、汗と接吻に満ちた社長室中出し性交 次世代ダイヤモンド『新人』遂に中出し《解禁!!》（7月26日、マドンナ）◎
- 妻には口が裂けても言えません、義母さんを孕ませてしまったなんて…。 ―1泊2日の温泉旅行で、我を忘れて中出ししまくった僕。―（8月23日、マドンナ）
- NGR ―ナガサレ― 叔父に犯され初めての絶頂を知った嫁（9月27日、マドンナ）[6]
- 出張先のビジネスホテルでずっと憧れていた女上司とまさかまさかの相部屋宿泊 一乃あおい（10月25日、マドンナ）
- Gカップ専属 × 本格NTRドラマ―!! 町内キャンプNTR テントの中で輪姦された妻の衝撃的寝取られ映像 一乃あおい（11月22日、マドンナ）
- 隣家の地味奥さんに欲情した童貞の僕が 立場逆転 汗だく逆種付けプレス で躾けられてしまった時の話です。 一乃あおい（12月27日、マドンナ）

- 学生時代のセクハラ教師とデリヘルで偶然の再会―。その日から言いなり性処理ペットにさせられて…。 一乃あおい（3月14日、マドンナ）
- 一乃あおい 初総集編 The First Best 3枚組 12時間（3月14日、マドンナ）※単体ベスト
- 祝!! 一乃あおい専属一周年記念コラボ!!! 原作:中華なると 准教授亜砂子 ～美肉秘書化～ 高慢美熟女を徹底的に快楽調教で追い詰める完全服従劇を初実写化!!（4月11日、マドンナ）◎
- 取引先の傲慢社長に中出しされ続けた出張接待。 専属美女、イイ女のスーツ『美』―。 一乃あおい（5月9日、マドンナ）
- ヌードモデルNTR 上司と羞恥に溺れた妻の衝撃的浮気映像 一乃あおい（6月13日、マドンナ）
- ソーププレイ初・解・禁 次世代マドンナ専属が魅せる -身も心も相性抜群の2人-。‘想い’と‘唇’が重なる濃密接吻ソープ 一乃あおい（7月11日、マドンナ）
- 「イっていいよ。」って言うまでイっちゃダメ…。ムチムチ美脚パンスト穿き誘惑淫語M男ザーメン搾取SEX 一乃あおい（8月8日、マドンナ）
- 永遠に終わらない、中出し輪姦の日々。 一乃あおい（9月12日、マドンナ）
- 人妻晒し 表の顔は貞淑妻、裏の顔は変態妻の公開記録―。 一乃あおい（10月10日、マドンナ）
- ネトゲで偶然知り合った人妻に童貞を捧げるオフパコTOKYO遠征 一乃あおい（11月14日、マドンナ）
- 逆恨みNTR 僕の事を好きだと言ってくれてた憧れのお姉さんが他の男と結婚して―。 一乃あおい（12月12日、マドンナ）
- 世界一豪華な記念作!! マドンナ20周年記念 湯煙舞う中出し無制限史上初ALL専属バスツアー!! 前編 4時間OVER 2枚組!!（12月26日、マドンナ）

- 水泳部顧問・一乃先生は毎日、毎日…不良生徒の中出し性処理ペットにさせられています…。 一乃あおい（1月9日、マドンナ）
- 世界一豪華な記念作!! マドンナ20周年記念 感動と絶頂のフィナーレ 湯煙舞う中出し無制限史上初ALL専属バスツアー!! 後編 ～大競’宴’はまだまだ終わらない!! 中出し無制限の大乱交!!～（1月30日、マドンナ）◎
- 愛する夫の為に、身代わり週末肉便器。 超絶倫極悪オヤジに、孕むまで何度も中出しされ続けて…。 一乃あおい（2月13日、マドンナ）
- 一乃あおい The 2nd Anniversary 3枚組10時間（2月27日、マドンナ）※単体ベスト
- 人妻キメセク中出し 保護者会で媚薬を仕込まれた果てに… 日常を一変させる痙攣絶頂の日々― 一乃あおい（3月12日、マドンナ）
- 緊・縛・解・禁  麻縄によるマゾヒズム覚醒 夫の為にあの日から… 縛られ、嬲られ、肉奴隷と化した私―。 一乃あおい（4月9日、マドンナ）
- ハプニングバー 人妻NTR 「あなたのためよ…」と言っていた妻がいつしか群がる男たちに夢中になっていた。 一乃あおい（5月14日、マドンナ）
- 計100回絶頂するまで抜け出せない部屋 妻をイカせる事ができない僕は一緒に監禁されている絶倫男たちに妻のカラダを差し出して…。 一乃あおい（6月11日、マドンナ）
- 「今から帰るね…。」 連絡が来てから、夫が帰宅するまで… わずかな時間の着衣NTR 一乃あおい（7月9日、マドンナ）
- 「一瞬だけでイイので挿れさせて下さい!!」 30歳になっても童貞の義弟に同情して一生の願いを受け挿れたら、相性抜群過ぎて何度もおかわり中出しSEXを求めてしまった私。 一乃あおい（8月13日、マドンナ）
- 甘い囁きに流されるまま、僕は大学を留年するまで、人妻との巣篭もりSEXに溺れて…。 一乃あおい（9月10日、マドンナ）
- 愛液だらだらおマ〇コを濃厚クンニと絶倫チ〇ポで満たす叔父の逆PtoM性交 一乃あおい（10月8日、マドンナ）
- 誘惑デンタルクリニック 巨乳人妻の歯科衛生士に密着ベロキスSEXで骨抜きにされた月1回の強制生ハメ検診 一乃あおい（11月12日、マドンナ）
- 妻にタオル1枚だけ渡して、変態男が集う男湯に入らせてみましたー。 一乃あおい（12月10日、マドンナ）

- ファザコン嫁の乳吸い誘惑―。 息子の妻である≪あおいさん≫は、無防備な格好で家をうろついて― 一乃あおい（1月14日、マドンナ）
- 「大きければ、良いってもんじゃないよ?」 そう言い張る妻は恐る恐るハメた友人のデカチ〇ポに沼っていた…。 一乃あおい（2月11日、マドンナ）
- W秘書 どM社長を芯まで操る過密なブラック搾精スケジューリング 一乃あおい 上羽絢（3月11日、マドンナ）
- 吹き出る汗、吹き飛ぶ理性―。 宙に浮くほどイキ飛び跳ねる、真夏の大痙攣エビ反り不倫SEX。 一乃あおい（4月8日、マドンナ）
- 女教師NTR 不良生徒に最愛の妻を寝取られてー。 一乃あおい（5月13日、マドンナ）
- 昔俺の事が好きだった地味な幼馴染が、色気漂う巨乳人妻に進化していたので、性欲が尽き果てるまで生ハメしまくった…。 一乃あおい（6月10日、マドンナ）
- 逃走中、絶倫中年男に匿われたボロアパートで激しくもはかない性交に満ちた罪深き女囚の7日間―。 一乃あおい（7月8日、マドンナ）
- 「結婚するから、もうイカせて…。」 俺をフリ続けた職場の女を拘束寸止めし続けて遂に妻にした。 一乃あおい（8月12日、マドンナ）

### アダルトVR
- 一乃あおい 初VR!! 隣の奥さんの甘い囁きに流された僕は、大学を留年するまで人妻との巣籠もり密着SEXに溺れて…（2022年9月20日、マドンナ）
- 押しに弱いGcup妻の敏感な肉体を産後検診で隅々まで弄ぶ 職権乱用!! 変態医師のドクハラ中出し健康診断 超高画質8KVR（2025年1月24日、マドンナ）

### アダルト配信
- 配信限定 ハメ撮り MADOOOON!!!! マドンナ専属女優の『リアル』解禁。一乃あおい（2022年10月4日、マドンナ）
- 配信限定 MADOOOON!!!! めがね マドンナ専属女優の『リアル』ハメ撮り。「ただ、“眼鏡”だけかけてと言われて来ました。」 一乃あおい（2025年8月5日、マドンナ）
  - 【スマホ推奨】 タテ動画 サクっとヌキたい人専門。※こちらは≪MADOOOON!!!! めがね 「ただ、“眼鏡”だけかけてと言われて来ました。」≫の本編中にスマホで撮影した映像です―。（2025年8月5日、マドンナ）

### イメージDVD / BD
- Aoi Drive you crazy!!（2022年7月7日、REbecca）◎
- nudie 一乃あおい（2022年10月26日、スパイスビジュアル）
- rouge 一乃あおい（2023年4月14日、メディアアーツ）◎
- Aoi2 Blue trajectory（2023年8月17日、REbecca）◎
- ヘアーヌード 一乃あおい（2024年7月26日、スパークビジョン）◎
- 内緒やで。 一乃あおい（2025年8月25日、アースダイバー）◎

### 写真集
- 一乃あおい写真集 蒼い軌跡（2023年7月21日、竹書房、撮影：富田恭透）ISBN 978-4-8019-3620-1 [7]
- 一乃あおい写真集『内緒やで。』（2025年8月25日、ジーウォーク、撮影：天野功）ISBN 978-4-86717-875-1 [8]

### デジタル写真集
- 超大型新人 一乃あおい 32歳 次世代ダイヤモンド誕生 100カラットよりも光り輝く人妻（2022年3月22日、FANZA BEAUTY COLLECTION）
- 一乃あおい 無花果の庭で 週刊ポストデジタル写真集（2022年6月10日、小学館、撮影：西田幸樹）[9]
- Aoi Drive you crazy!!（2022年8月8日、REbecca）
- rouge 一乃あおい（2023年12月2日、メディアブランド）

## 出演

### YouTube
- 【熟女の履歴書】－第25回前編－一乃あおいさんの巻〜旦那の浮気が発覚しまして〜（2022年8月19日、夕やけちゃんねる）
- 【熟女の履歴書】－第25回後編－一乃あおいさんの巻〜ちょっと蒸れた匂いが興奮する〜（2022年8月20日、夕やけちゃんねる）

## 掲載

### 雑誌
- 週刊実話 2022年3月10日号（日本ジャーナル出版） - 袋とじ「熟れごろ人妻が脱いだ!!」
- 月刊FANZA 2022年5月号（ジーオーティー） - インタビュー「HATSUMONO!」
- 実話ナックルズGOLDドキュメント vol.5（大洋図書） - 袋とじ「W新人若妻 艶出しAVデビュー 一乃あおい/綾川ふみ」
- 週刊ポスト 2022年6月10・17日号（小学館） - グラビア「なをん。一乃あおい 無花果の庭で」
- 週刊ポスト 2022年7月1日号（小学館） - グラビア「なをん。一乃あおい 無花果の庭で」
- 週刊実話 2022年7月7日号（日本ジャーナル出版） - 袋とじ「奥さまの白い双乳」
- 週刊アサヒ芸能 2022年8月4日号（徳間書店） - グラビア「はんなり奥様のキケンな戯れ」
- 週刊実話 2022年9月22日号（日本ジャーナル出版） - 袋とじ「濡れた花びら」